# ボブ・フェラー
ロバート・ウィリアム・アンドリュー・フェラー（Robert William Andrew Feller, 1918年11月3日 - 2010年12月15日）は、アメリカアイオワ州ヴァンメーター出身の元プロ野球選手。MLBで活躍し、野球殿堂入りした名投手の1人であった。右投右打。
フェラーは第二次世界大戦の兵役によるほぼ4シーズンの中断を挟んで通算266勝を挙げている。
ニックネームは「Heater from Van Meter」、「Rapid Robert」。日本では「火の球投手」と呼ばれた。

## 経歴

### 幼少期からプロデビューまで
息子のために農地の片隅にダイヤモンドを作り、発電機と電灯で簡素な「照明設備」を作るなど、まるで映画「フィールド・オブ・ドリームス」の主人公のような野球好きな父にピッチングを教わり、17歳でクリーブランド・インディアンスと契約した。しかし当時のMLBは高校生との契約を禁じていたこともあり、球団はフェラーを一旦マイナーチームに所属させて隠そうとしたがすぐにインディアンスの作戦は発覚し、他球団の抗議もあって当時のケネソー・ランディスコミッショナーが登場し、インディアンスが罰金を支払うことで契約が認められた。
入団時の契約金は1ドルであったが、両親が農場を持っており生活には比較的余裕があったため入団当時のフェラーは金銭には興味を持たなかった。
フェラーはその後、18シーズンに渡ってインディアンス一筋にプレーし通算266勝、2581奪三振を記録した。アメリカンリーグの最多奪三振に輝くこと7回、ノーヒットノーラン達成3回のほか、1安打試合も12回達成している（MLB最多記録）。
1936年8月23日のセントルイス・ブラウンズ戦でわずか17歳でメジャーデビューを果たし、9月13日のフィラデルフィア・アスレチックス戦では1試合17奪三振を記録。1試合で年齢と同数（またはそれ以上）の三振を奪ったのは、この時のフェラーとケリー・ウッド（20歳で20奪三振）のみである。オフに21歳となる1938年までに31勝を記録し、21歳の誕生日までにMLBで（通算）20勝を記録した最初の投手となった。
1938年には初の2桁となる17勝を記録し、240奪三振で初の最多奪三振のタイトルに輝いた。1939年には24勝9敗、防御率2.85、246奪三振で最多勝・最多奪三振の二冠王に輝く。1940年の開幕戦（対シカゴ・ホワイトソックス）ではMLB史上初（現時点で唯一）の開幕戦ノーヒットノーランを達成し、この年も27勝11敗、防御率2.61、261奪三振で最多勝、最優秀防御率、最多奪三振の投手三冠を獲得した。1941年も25勝13敗、防御率3.15、260奪三振で3年連続最多勝利と4年連続最多奪三振を記録した。

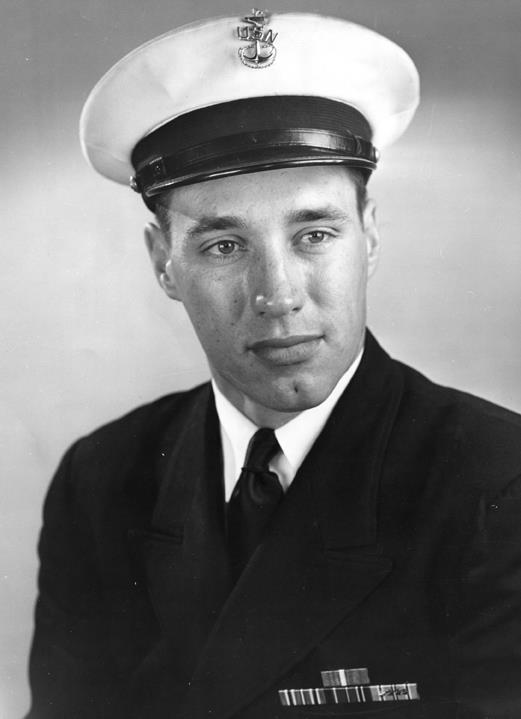
海軍の制服を着ているボブ・フェラー（第二次世界大戦中1941年 - 1945年）。

### 海軍時代
だが、フェラーは日本軍による真珠湾攻撃の翌日、1941年12月8日（現地での日付）に海軍に志願入隊することとなった。既に死去していた父の代わりに一家の生計を立てていたため兵役は免除されていたため徴兵対象ではなかった。MLB選手としてはハンク・グリーンバーグ以来2人目となる第二次世界大戦への従軍であった。以後、フェラーは終戦までの4年間、戦艦アラバマで対空砲部隊のチーフとして従軍し、最前線で数多くの作戦に参加し、勲章も獲得した 。多くの野球歴史家はフェラーについて、「フェラーはこのブランクがなければ350勝、3000奪三振を記録していただろう」と推測している。

### 復帰後・引退まで
1945年終盤になってインディアンスに復帰、フェラーの復帰後初登板となったニューヨーク・ヤンキース戦でも12奪三振の完投勝利を収めた。この年は5勝3敗に終わったが、兵役中にスライダーを習得し、翌1946年には26勝15敗、防御率2.18、奪三振348で最多勝利、最多奪三振のタイトルを獲得した。36完投、10完封を記録し、4月30日のヤンキース戦では自身2度目のノーヒットノーランを達成している。
1948年には19勝15敗、防御率3.56、255奪三振で最多奪三振を獲得。チームのワールドシリーズ制覇に貢献した（以後、半世紀以上にわたってインディアンスはワールドチャンピオンから遠ざかっている。）。1951年には自身6度目の最多勝利を獲得し、同年7月1日のデトロイト・タイガース戦では自身3度目のノーヒッター（1失点）を達成した。

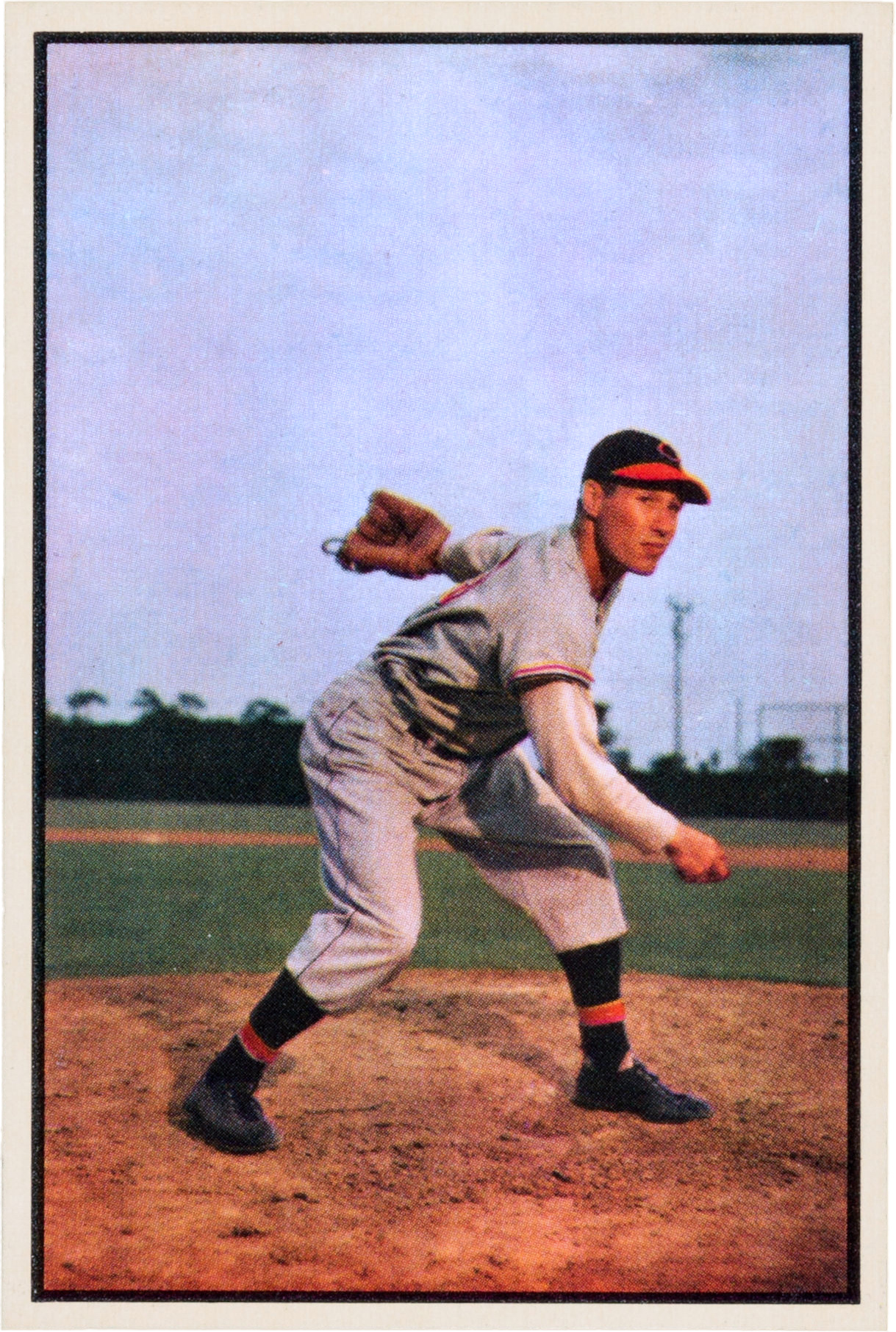
1953年

フェラーはその後も活躍を続け、1950年代にはボブ・レモン（殿堂入り）、アーリー・ウィン（殿堂入り）、マイク・ガルシアと共に「ザ・ビッグ・フォー」と呼ばれた先発ローテーションを形成し、1954年には13勝を記録してチームをワールドシリーズ出場に導いた。
これ以後、フェラーは精彩を欠きシーズン未勝利に終わった1956年限りで現役を引退した。
フェラーの現役時代にジャッキー・ロビンソンのメジャーデビューについては否定的だった。フェラーはロビンソンのメジャーデビューを宣伝目的であると考えており、「彼は力不足だ。良い打者になるには筋肉があまりにつきすぎている。もしも彼が白人であったら果たしてスカウトは彼を拾っただろうか」と述べている。

### 現役引退後

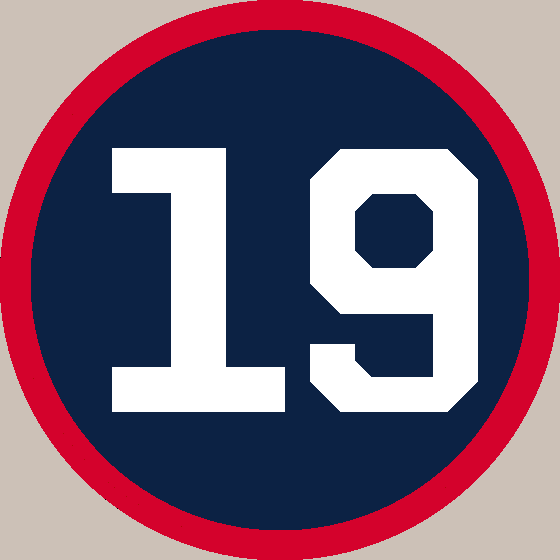
フェラーの背番号「19」。
クリーブランド・インディアンスの永久欠番に1956年指定。

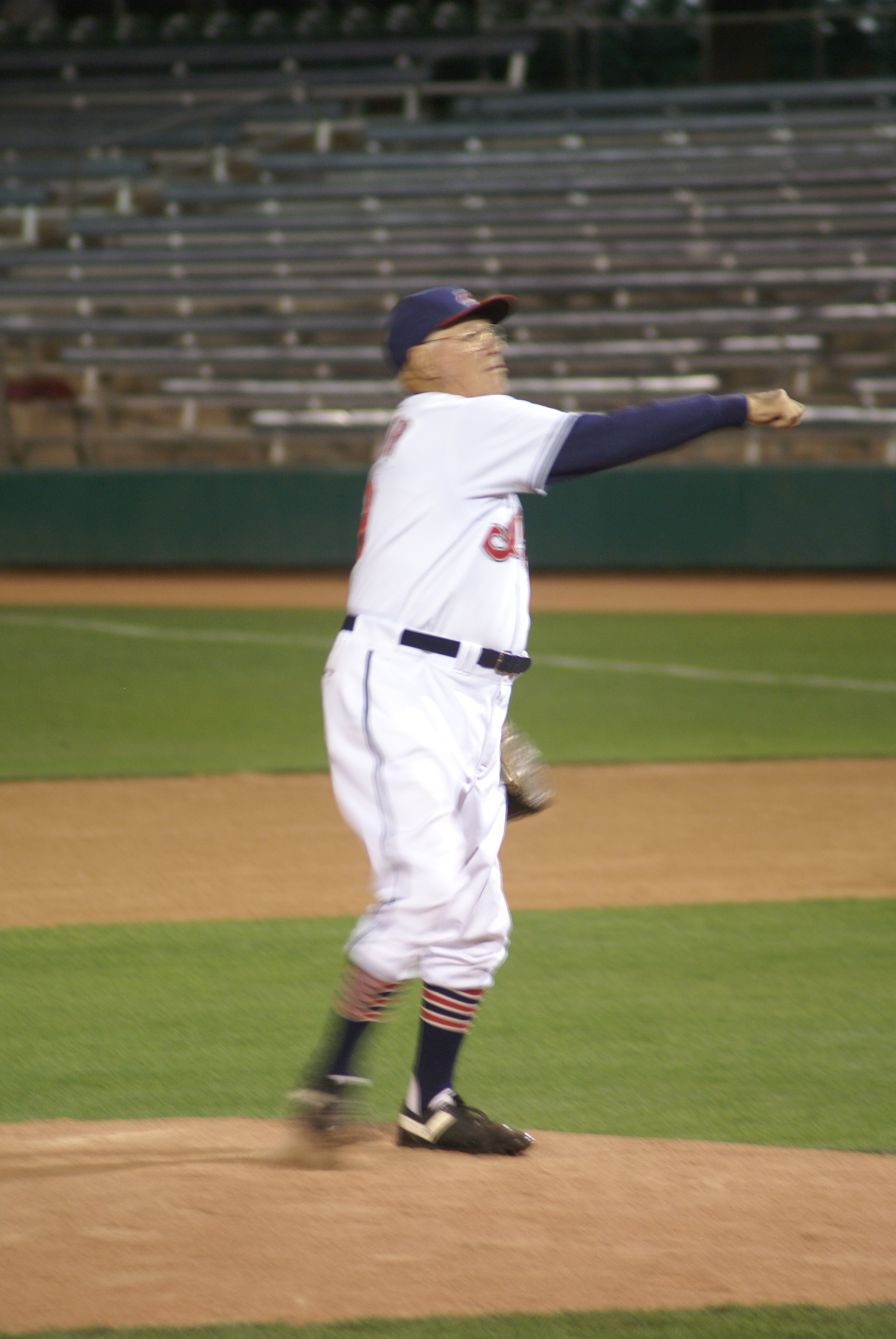
マウンドに立つフェラー（2009年3月）

フェラーは1962年に有資格初年度で野球殿堂入りを果たした。また、フェラーの背番号である『19』は引退した1956年12月にインディアンス初の永久欠番に指定された。
1977年に来日し、読売ジャイアンツの宮崎キャンプで臨時コーチを務めたこともあった。
2010年12月15日、白血病によりクリーブランドの病院で没した。92歳没。フェラーの逝去当時、クリーブランド・インディアンスの永久欠番選手が全て物故者となり、2017年にフランク・ロビンソンが欠番指定されるまで存命者が不在となった。

## 選手としての特徴
フェラーは「火の玉投手」とあだ名されたことから分かるように、剛速球を投げていたことで知られていた。MLBコミッショナー事務局がフェラーの速球を撮影して球速を割り出したところ、104マイルと計測されたという。ちなみにフェラーはこのときスーツ姿、マウンドでなく平地で投げていた。更に1946年のグリフィス・スタジアムで、アメリカ軍が協力しての当時最新の球速測定機を使った実験では、初速117.2マイル、終速98.6マイル、平均で時速107.9マイルを記録したという。
当時のフェラーの速球を間近で見た関係者の証言では、現在の測定方法に換算して概ね160km/h程度で見解が一致している。
フェラーも自らの速球の速さには自信を持っていたようである。1997年のワールドシリーズでロブ・ネンが102マイルを計時した時、フェラーは「それは私のチェンジアップの数字だよ」とコメントした。
一方サチェル・ペイジについて、「サチェルの投げるボールがファストボールなら、私の投げるボールはチェンジアップだよ」とたびたび語っている。
三振を多く獲った反面、四球も多く、また左足を大きく上げるフォームに起因して許した盗塁も多かった。前述の17三振を奪った試合では、同時に9四球、1死球、暴投1を記録した上、盗塁9を許している。「ただし、ボークはしなかった」と苦笑まじりにフェラーは弁明したという。
投手としての球種は1942年頃まではカーブ
キャリア後半になってからはカーブ、スライダー、チェンジアップ。投球フォームはオーバーハンド。（「米書 guide to pitchers」より）

## 詳細情報

### 年度別投手成績
| 年 度     | 球 団     | 登 板 | 先 発 | 完 投 | 完 封 | 無 四 球 | 勝 利 | 敗 戦 | セ 丨 ブ | ホ 丨 ル ド | 勝 率 | 打 者 | 投 球 回 | 被 安 打 | 被 本 塁 打 | 与 四 球 | 敬 遠 | 与 死 球 | 奪 三 振 | 暴 投 | ボ 丨 ク | 失 点 | 自 責 点 | 防 御 率 | W H I P |
| --------- | --------- | ----- | ----- | ----- | ----- | -------- | ----- | ----- | -------- | ----------- | ----- | ----- | -------- | -------- | ----------- | -------- | ----- | -------- | -------- | ----- | -------- | ----- | -------- | -------- | ------- |
| 1936      | CLE       | 14    | 8     | 5     | 0     | --       | 5     | 3     | 1        | --          | .625  | 279   | 62.0     | 52       | 1           | 47       | --    | 4        | 76       | 8     | 3        | 29    | 23       | 3.34     | 1.60    |
| 1937      | CLE       | 26    | 19    | 9     | 0     | --       | 9     | 7     | 1        | --          | .563  | 651   | 148.2    | 116      | 4           | 106      | --    | 2        | 150      | 5     | 2        | 68    | 56       | 3.39     | 1.49    |
| 1938      | CLE       | 39    | 36    | 20    | 2     | --       | 17    | 11    | 1        | --          | .607  | 1248  | 277.2    | 225      | 13          | 208      | --    | 7        | 240      | 5     | 1        | 136   | 126      | 4.08     | 1.56    |
| 1939      | CLE       | 39    | 35    | 24    | 4     | --       | 24    | 9     | 1        | --          | .727  | 1243  | 296.2    | 227      | 13          | 142      | --    | 3        | 246      | 14    | 1        | 105   | 94       | 2.85     | 1.24    |
| 1940      | CLE       | 43    | 37    | 31    | 4     | --       | 27    | 11    | 4        | --          | .711  | 1304  | 320.1    | 245      | 13          | 118      | --    | 5        | 261      | 8     | 0        | 102   | 93       | 2.61     | 1.13    |
| 1941      | CLE       | 44    | 40    | 28    | 6     | --       | 25    | 13    | 2        | --          | .658  | 1466  | 343.0    | 284      | 15          | 194      | --    | 5        | 260      | 6     | 0        | 129   | 120      | 3.15     | 1.39    |
| 1945      | CLE       | 9     | 9     | 7     | 1     | --       | 5     | 3     | 0        | --          | .625  | 300   | 72.0     | 50       | 1           | 35       | --    | 2        | 59       | 1     | 0        | 21    | 20       | 2.50     | 1.18    |
| 1946      | CLE       | 48    | 42    | 36    | 10    | --       | 26    | 15    | 4        | --          | .634  | 1512  | 371.1    | 277      | 11          | 153      | --    | 3        | 348      | 3     | 0        | 101   | 90       | 2.18     | 1.16    |
| 1947      | CLE       | 42    | 37    | 20    | 5     | --       | 20    | 11    | 3        | --          | .645  | 1218  | 299.0    | 230      | 17          | 127      | --    | 4        | 196      | 7     | 2        | 97    | 89       | 2.68     | 1.19    |
| 1948      | CLE       | 44    | 38    | 18    | 2     | --       | 19    | 15    | 3        | --          | .559  | 1186  | 280.1    | 255      | 20          | 116      | --    | 2        | 164      | 2     | 0        | 123   | 111      | 3.56     | 1.32    |
| 1949      | CLE       | 36    | 28    | 15    | 0     | --       | 15    | 14    | 0        | --          | .517  | 894   | 211.0    | 198      | 18          | 84       | --    | 1        | 108      | 3     | 1        | 104   | 88       | 3.75     | 1.34    |
| 1950      | CLE       | 35    | 34    | 16    | 3     | --       | 16    | 11    | 0        | --          | .593  | 1055  | 247.0    | 230      | 20          | 103      | --    | 5        | 119      | 3     | 0        | 105   | 94       | 3.43     | 1.35    |
| 1951      | CLE       | 33    | 32    | 16    | 4     | --       | 22    | 8     | 0        | --          | .733  | 1061  | 249.2    | 239      | 22          | 95       | --    | 7        | 111      | 2     | 0        | 105   | 97       | 3.50     | 1.34    |
| 1952      | CLE       | 30    | 30    | 11    | 0     | --       | 9     | 13    | 0        | --          | .409  | 869   | 191.2    | 219      | 13          | 83       | --    | 3        | 81       | 1     | 1        | 124   | 101      | 4.74     | 1.58    |
| 1953      | CLE       | 25    | 25    | 10    | 1     | --       | 10    | 7     | 0        | --          | .588  | 721   | 175.2    | 163      | 16          | 60       | --    | 3        | 60       | 1     | 1        | 78    | 70       | 3.59     | 1.27    |
| 1954      | CLE       | 19    | 19    | 9     | 1     | 1        | 13    | 3     | 0        | --          | .813  | 580   | 140.0    | 127      | 13          | 39       | --    | 3        | 59       | 0     | 0        | 53    | 48       | 3.09     | 1.19    |
| 1955      | CLE       | 25    | 11    | 4     | 2     | 0        | 4     | 4     | 0        | --          | .500  | 340   | 83.0     | 71       | 7           | 31       | 2     | 1        | 25       | 0     | 0        | 43    | 32       | 3.47     | 1.23    |
| 1956      | CLE       | 19    | 4     | 2     | 0     | 0        | 0     | 4     | 1        | --          | .000  | 253   | 58.0     | 63       | 7           | 23       | 4     | 0        | 18       | 0     | 1        | 34    | 32       | 4.97     | 1.48    |
| MLB：18年 | MLB：18年 | 570   | 484   | 279   | 44    | 1        | 266   | 162   | 21       | --          | .621  | 16180 | 3827.0   | 3271     | 224         | 1764     | 6     | 60       | 2581     | 69    | 13       | 1557  | 1384     | 3.25     | 1.32    |

- 各年度の太字はリーグ最高

### 年度別守備成績
| 年 度 | 球 団 | 投手（P） | 投手（P） | 投手（P） | 投手（P） | 投手（P） | 投手（P） |
| 年 度 | 球 団 | 試 合     | 刺 殺     | 補 殺     | 失 策     | 併 殺     | 守 備 率  |
| ----- | ----- | --------- | --------- | --------- | --------- | --------- | --------- |
| 1936  | CLE   | 14        | 0         | 5         | 0         | 0         | 1.000     |
| 1937  | CLE   | 26        | 0         | 27        | 2         | 1         | .931      |
| 1938  | CLE   | 39        | 8         | 37        | 3         | 1         | .938      |
| 1939  | CLE   | 39        | 8         | 44        | 3         | 2         | .945      |
| 1940  | CLE   | 43        | 5         | 34        | 2         | 2         | .951      |
| 1941  | CLE   | 44        | 12        | 50        | 1         | 1         | .984      |
| 1942  | CLE   | -         | -         | -         | -         | -         | -         |
| 1943  | CLE   | -         | -         | -         | -         | -         | -         |
| 1944  | CLE   | -         | -         | -         | -         | -         | -         |
| 1945  | CLE   | 9         | 7         | 4         | 0         | 0         | 1.000     |
| 1946  | CLE   | 48        | 13        | 47        | 1         | 2         | .984      |
| 1947  | CLE   | 42        | 17        | 50        | 1         | 2         | .985      |
| 1948  | CLE   | 44        | 16        | 39        | 2         | 1         | .965      |
| 1949  | CLE   | 36        | 12        | 19        | 1         | 2         | .969      |
| 1950  | CLE   | 35        | 8         | 23        | 0         | 2         | 1.000     |
| 1951  | CLE   | 33        | 6         | 32        | 2         | 2         | .950      |
| 1952  | CLE   | 30        | 13        | 34        | 3         | 1         | .940      |
| 1953  | CLE   | 25        | 10        | 31        | 0         | 5         | 1.000     |
| 1954  | CLE   | 19        | 7         | 15        | 0         | 2         | 1.000     |
| 1955  | CLE   | 25        | 2         | 11        | 3         | 2         | .813      |
| 1956  | CLE   | 19        | 2         | 8         | 1         | 0         | .909      |
| MLB   | MLB   | 570       | 146       | 510       | 25        | 28        | .963      |

- 各年度の太字はリーグ最高

### タイトル
- 最多勝利：6回（1939年 - 1941年、1946年 - 1947年、1951年）※歴代2位タイ
- 最優秀防御率：1回（1940年）
- 最多奪三振：7回（1938年 - 1941年、1946年 - 1948年）

### 表彰
- アメリカ野球殿堂入り（1962年）
- 「スポーティング・ニュース」社の選ぶ「100人の偉大な野球選手」で第36位。
- メジャーリーグベースボール・オールセンチュリー・チームにノミネート（1999年）

### 記録
- 投手三冠：1回（1940年）
- MLBオールスターゲーム選出：8回（1938年 - 1941年、1946年 - 1948年、1950年）
- ノーヒットノーラン：3回
  - 1940年4月16日、対シカゴ・ホワイトソックス戦
  - 1946年4月30日、対ニューヨーク・ヤンキース戦
  - 1951年6月1日、対デトロイト・タイガース戦

### 背番号
- 9（1936年）
- 14（1937年 - 1938年）
- 19（1939年 - 1941年、1945年 - 1956年）※クリーブランド・ガーディアンズの永久欠番

### 著書の訳書
- 『ボブ・フェラーのピッチング』内村祐之訳、ベースボール・マガジン社、新版1981年